# Величайший чех

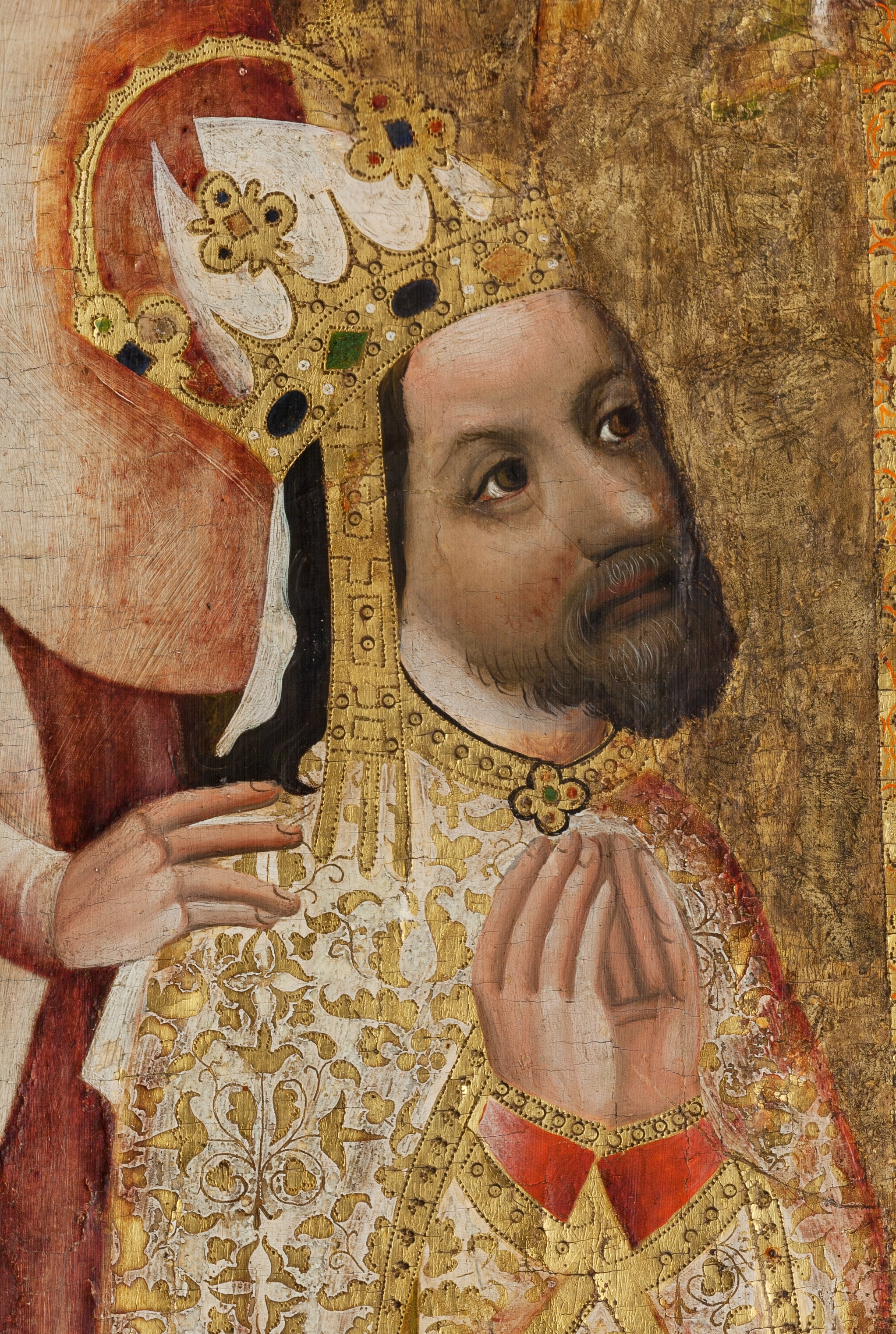
Император Карл IV — победитель голосования

Величайший чех (чеш. Největší Čech) — телевизионное шоу, организованное Чешским телевидением в 2005 году по образцу проведённой Би-Би-Си программы «100 величайших британцев». Целью шоу было определить величайшего чеха среди уже умерших или живых знаменитостей, который определялся как «любой, кто родился, жил или работал в Чехии,  Моравии или  Силезии, имел заслуги перед проживающим там населением и значительно повлиял на его жизнь». Победителем стал император Священной Римской империи и король Чехии Карл IV, сделавший Прагу своей столицей, в тройку лидеров вошли также первый президент Чехословакии Томаш Масарик и первый президент Чехии Вацлав Гавел.
В январе 2005 года начался отбор в интернете ста кандидатов из представленных 142, среди которых оказался ведущий программы Марек Эбен, который был изъят из списка. 5 мая были объявлены 100 кандидатов, а 10 июня были оглашены результаты голосования между 10 вышедшими в финал. При выборе 100 номинантов значительное число голосов получил вымышленный гениальный учёный Яра Цимрман, в итоге исключённый из списка для голосования.

## Список победителей
1. Карл IV — 68 713 голосов

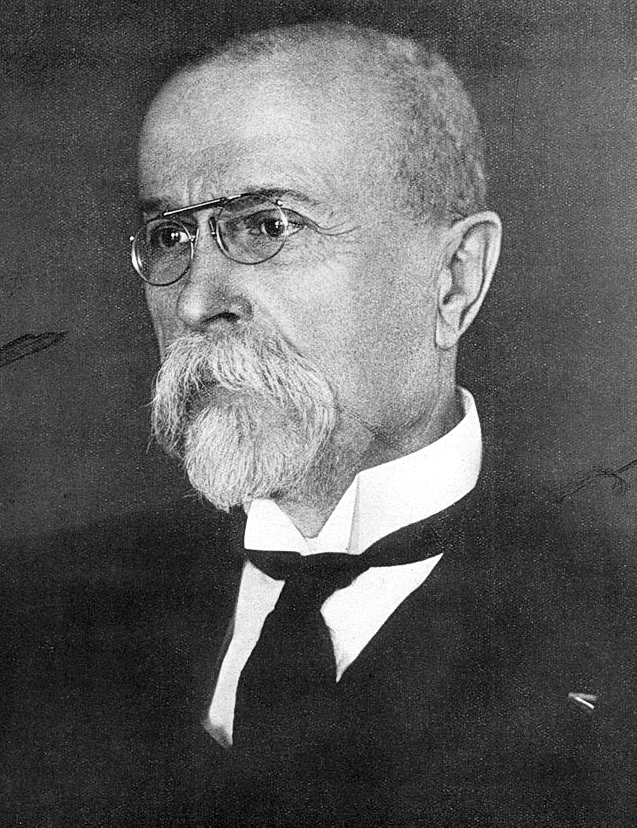
Томаш Гарриг Масарик, занявший второе место, поднялся выше всего из этнических чехов

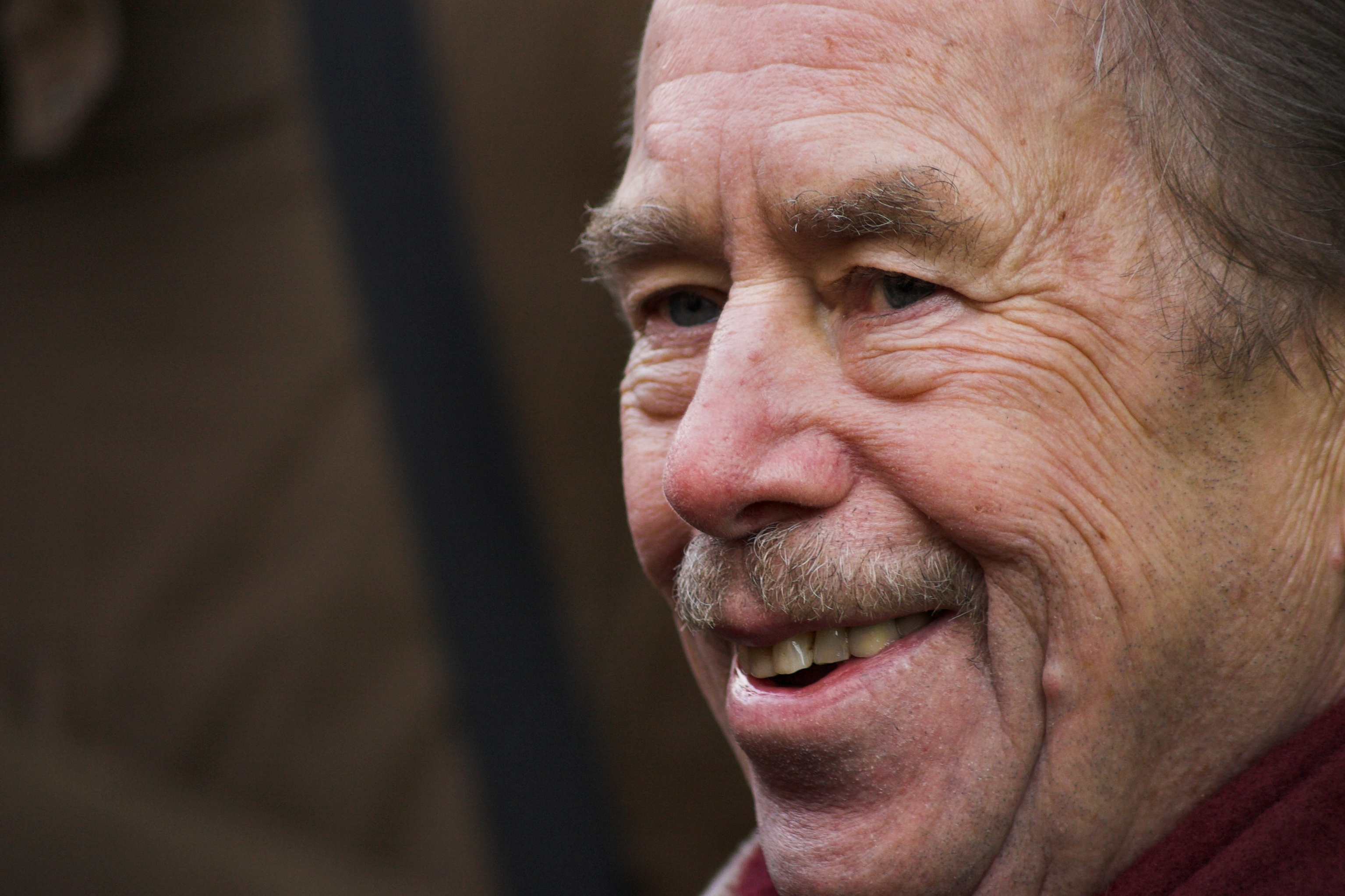
Вацлав Гавел, занявший третье место, поднялся выше всего из живших на момент выпуска программы

2. Томаш Гарриг Масарик — 55 040 голосов
3. Вацлав Гавел — 52 233 голосов
4. Ян Амос Коменский — 23 583 голосов
5. Ян Жижка — 13 815 голосов
6. Ян Верих — 11 140 голосов
7. Ян Гус — 10 487 голосов
8. Антонин Дворжак — 8 517 голосов
9. Карел Чапек — 6 640 голосов
10. Божена Немцова — 6 470 голосов
11. Бедржих Сметана
12. Эмиль Затопек
13. Карел Готт
14. Йиржи из Подебрад
15. Франтишек Палацкий
16. Пржемысл Отакар II
17. Святой Вацлав
18. Вацлав Клаус
19. Ярослав Гейровский
20. Святая Агнесса
21. Томаш Батя
22. Эдвард Бенеш
23. Отто Вихтерле
24. Ярослав Сейферт
25. Зденек Сверак
26. Эмма Дестинова
27. Яромир Ягр
28. Мария Терезия
29. Карел Крыл
30. Милош Форман
31. Власта Буриан
32. Роман Шебрле
33. Иван Глинка
34. Карел Гавличек-Боровский
35. Даниэль Ланда
36. Милада Горакова
37. Владимир Меншик
38. Ярослав Гашек
39. Альфонс Муха
40. Ян Эвангелиста Пуркине
41. Павел Недвед
42. Ян Янский
43. Франтишек Кршижик
44. Ян Железный
45. Ян Палах
46. Вера Чаславска
47. Леош Яначек
48. Алоиз Ирасек
49. Яромир Ногавица
50. Ян Масарик
51. Богумил Грабал
52. Ян Неруда
53. Йозеф Юнгман
54. Грегор Мендель
55. Франц Кафка
56. Франтишек Томашек
57. Святой Войтех
58. Йозеф Бицан
59. Йозеф Каэтан Тыл
60. Луция Била
61. Карел Гинек Маха
62. Святая Людмила
63. Болек Поливка
64. Рудольф II
65. Йозеф Добровский
66. Йозеф Лада
67. Рудольф Грушинский
68. Вацлав II
69. Мадлен Олбрайт
70. Анета Лангерова
71. Пржемысл Отакар I
72. Людвик Свобода
73. Доминик Гашек
74. Иоганн Люксембургский
75. Милан Барош
76. Карел Яромир Эрбен
77. Здислава Лемберкская
78. Ярослав Фоглар
79. Ладислав Смоляк
80. Ольга Гавлова
81. Мартина Навратилова
82. Хелена Ружичкова
83. Павел Тигрид
84. Элишка Пржемысловна
85. Милан Кундера
86. Владимир Ремек
87. Болеслав I
88. Магдалена Добромила Реттигова
89. Миколаш Алеш
90. Эмиль Голуб
91. Франтишек Файтл
92. Клемент Готвальд
93. Зденек Матейчек
94. Иржи Восковец
95. Марта Кубишова
96. Йиржина Богдалова
97. Милослав Шимек
98. Зигмунд Фрейд
99. Само
100. Милош Земан

## Интересные факты

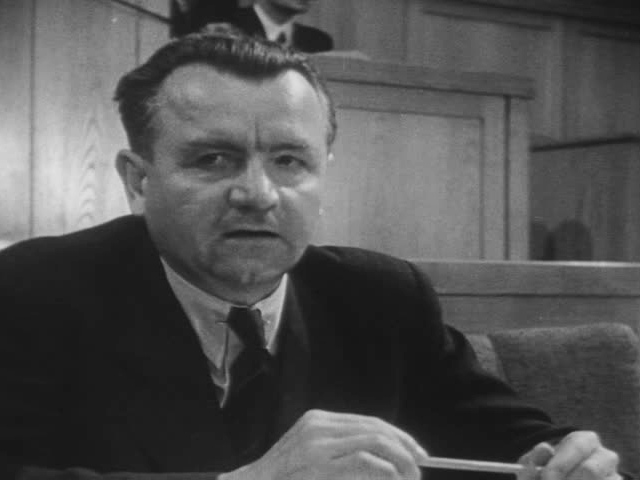
Клемент Готвальд, признанный величайшим злодеем чешской истории (а также занявший 92 место в списке величайших чехов)

Параллельно Чешским телевидением проводилось голосование на роль величайшего злодея (чеш. Největší padouch) чешской истории. Все места в десятке заняли представители коммунистического режима или современные политики, причём президенты страны Клемент Готвальд (ставший победителем голосования) и Вацлав Клаус попали также в позитивный список.
1. Клемент Готвальд (26 % голосов)
2. Станислав Гросс
3. Вацлав Клаус
4. Владимир Железный
5. Мирослав Калоусек
6. Мирослав Гребеничек
7. Виктор Кожены
8. Милош Якеш
9. Зденек Шкромах
10. Густав Гусак